# سدلتس (ناحیه چسکه بودیوویتسه)
سدلتس (به چکی: Sedlec) یک منطقهٔ مسکونی در جمهوری چک است که در شهرستان چسکه بودیوویتسه واقع شده‌است. سدلتس ۲۰٫۲۵ کیلومتر مربع مساحت و ۵۰۱ نفر جمعیت دارد و ۳۹۷ متر بالاتر از سطح دریا واقع شده‌است.